# Йозеф Гооп
Йозеф Гооп (нім. Josef Hoop, 14 грудня 1895, Ешен, Ліхтенштейн — 19 жовтня 1959, Кур (Граубюнден), Швейцарія) — ліхтенштейнський державний діяч, прем'єр-міністр Ліхтенштейну (1928—1945).

## Життєпис
Йозеф Гооп народився в родині фермера Франца-Йосифа Гооп в Ешені. У 1920 році отримав диплом доктора філософії Університету Інсбруку. Цього ж року він отримав посаду аташе у князівській службі. Незабаром йому було доручено очолити Управління фінансової підтримки в уряді країни.
Після закриття посольства Ліхтенштейну у Відні у 1923 році та завершення митного договору зі Швейцарією, він переїхав спочатку до Женеви, а згодом до Санкт-Галлену, де працював у Федеральній митній адміністрації. Коли у 1928 році Прогресивна громадянська партія Ліхтенштейну отримала більшість на виборах до Ландтагу, Йозеф Гооп повернувся на батьківщину та отримав посаду прем'єр-міністра князівства.
Йозеф Гооп був членом Прогресивної громадянської партії Ліхтенштейну. Після Рейнської катастрофи 1927 року, завдяки старанням уряду Гоопа, у долині Рейну було побудовано мережу каналів та стоків. За це у 1938 році Гооп отримав з рук фюрста Франца I Великий Хрест за заслуги перед Ліхтенштейном.
Після війни Йозеф Гооп пішов із посади глави уряду, та почав у віці 50 років вивчати право в університеті Інсбруку. у 1948 році отримав диплом доктора юриспруденції. У 1948—1953 роках працював адвокатом у власній юридичній фірмі. Одночасно був головою правління Національного банку Ліхтенштейну та президентом Конституційного суду в 1953—1959 роках. У 1956 році став членом Княжого суду.
У 1957 році Йозеф Гооп був обраний депутатом Ландтагу. У 1958 році став спікером ландстагу Ліхтенштейну.